# PA-35
La PA-35 Es una vía de doble calzada situada en la Comunidad Foral de Navarra (España). Tiene  una longitud de 0,26 km y comunica la Ronda de Pamplona con Burlada y Villava.

## Salidas
| Denominación | Kilómetro | Salida | Dirección                                                    |
| ------------ | --------- | ------ | ------------------------------------------------------------ |
| PA-35        | 0         |        | PA-30 Pamplona (norte-oeste) - Huarte N-121-A Irún - Francia |
| PA-35        | 0,26      |        | Pamplona - Villava - Burlada                                 |